# Most św. Rocha w Poznaniu
Most Świętego Rocha – stalowy most spinający dwa brzegi Warty w Poznaniu, łączący Groblę z Piotrowem i Świętym Rochem. Obecny most wzniesiono w latach 2002–2004.

## Historia

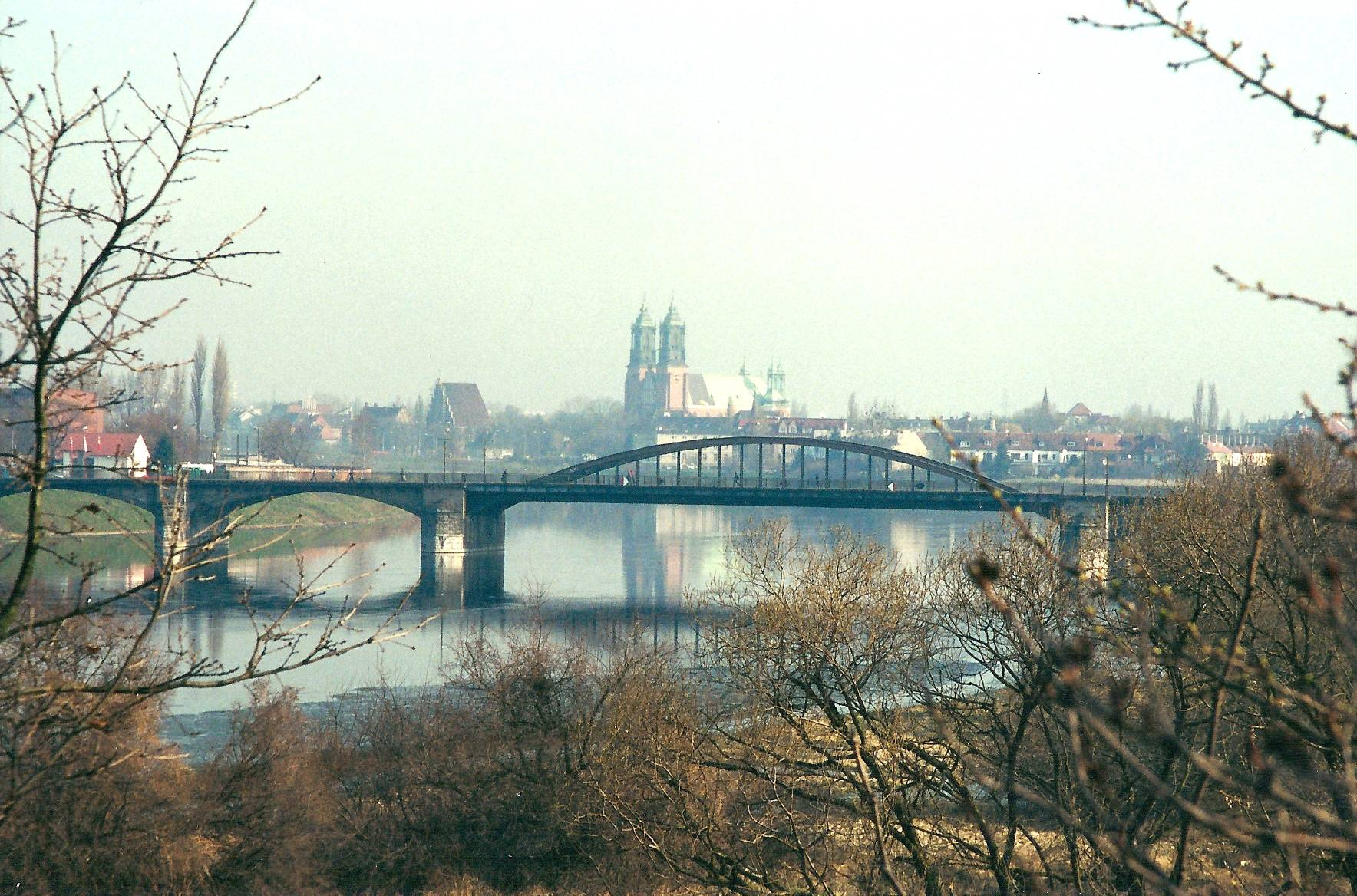
Przeprawa przed remontem. Zdjęcie wykonano w 2000 roku

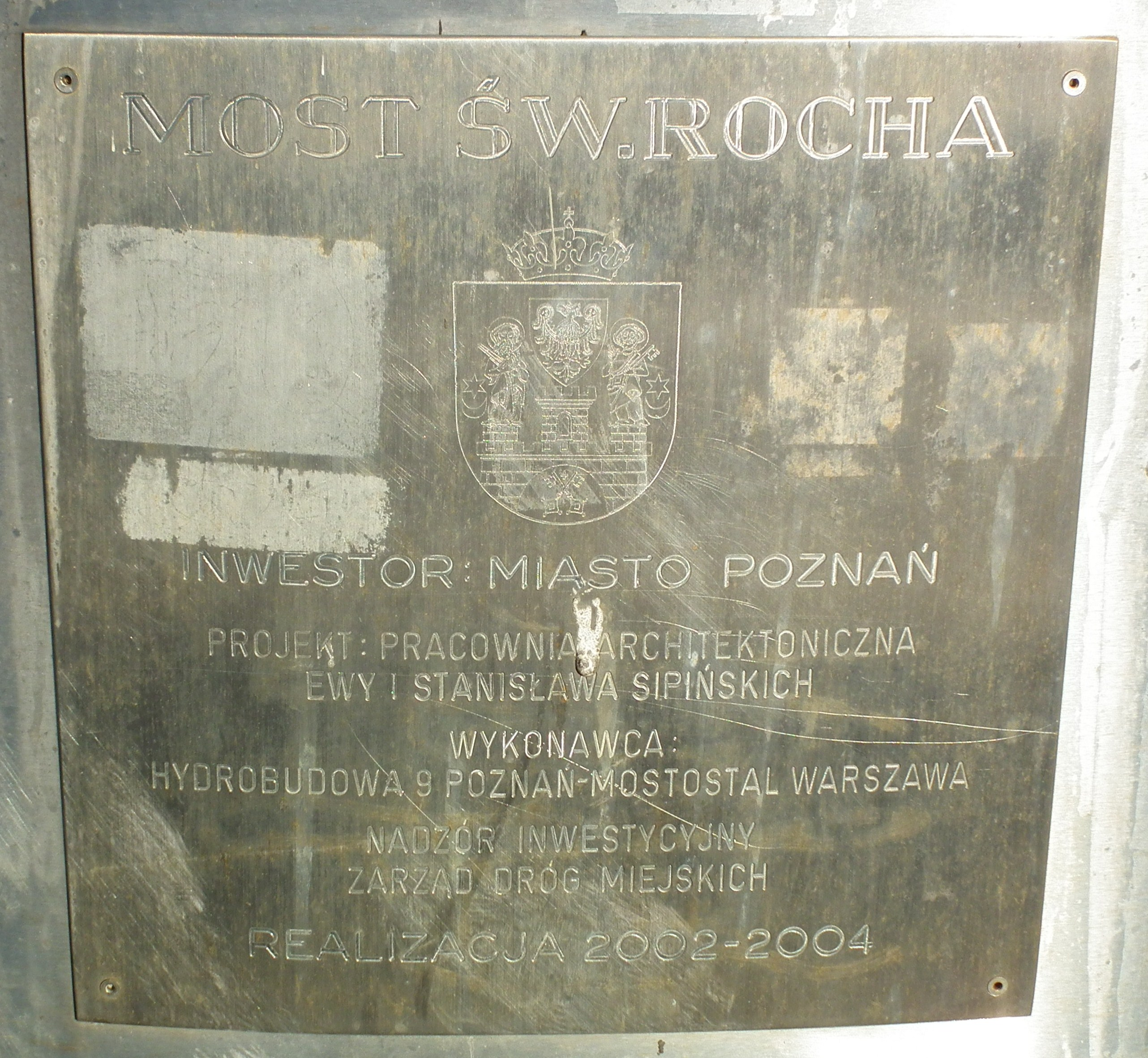
Tablica pamiątkowa

Wzmianki o pierwszej przeprawie w tym miejscu pochodzą z XIV wieku. Przebiegała przez nią droga z Poznania do Środy Wielkopolskiej i dalej do Kalisza. Most ten nazywano Wielkim lub Łaciną. Ostatnia drewniana konstrukcja została zniszczona w 1771.
Odbudowę planowano kilkukrotnie: w 1840, 1881, 1889 i 1900. Każda z tych prób okazywała się jednak bezskuteczna. Przez cały ten okres most zastępowała przeprawa promowa.
W 1904 powstał pomysł na odbudowę przeprawy. Rozpisano wówczas przetarg. Budowa mostu według projektu Hugona Schultza rozpoczęła się we wrześniu 1911, a ukończono ją w maju 1913. Był to pięcioprzęsłowy, betonowy most ze środkowym, stalowym przęsłem. Wówczas to, pojawił się po raz pierwszy charakterystyczny łuk. Most ten dotrwał do września 1939, kiedy to został wysadzony przez wycofujące się Wojsko Polskie.
Po wyparciu z miasta Niemców most został prowizorycznie odbudowany. 7 marca 1945 odbyło się na nim uroczyste powitanie wkraczających do Poznania wojsk 2 Armii Wojska Polskiego (wcześniej miasto zdobywali Rosjanie). Żołnierzy witał prezydent Feliks Maciejewski, a kolumny wojskowe prowadził gen. bryg. Władysław Korczyc. 17 czerwca 1945 (o godz. 9.00) zainaugurowano stąd wycieczki parostatkiem do Puszczykowa. Gruntowna odbudowa miała miejsce w 1949 według projektu prof. Lucjana Ballenstaedta. Powstał wówczas stalowy most istniejący do 2002 (remontowany w 1986). Jego rozbiórka miała związek z planami budowy trasy tramwajowej na Rataje. Przy tej okazji znaleziono kasetę z uroczystego położenia kamienia węgielnego pod budowę mostu. Istniejąca przeprawa była zbyt wąska, a ponadto przegląd ujawnił, że w niedługim czasie może okazać się ona niezdatna do użytku.
Projekt architektoniczny współczesnego mostu powstał w Pracowni Architektonicznej Ewy i Stanisława Sipińskich, która wykonała dokumentację projektową we współpracy z inżynierami Markiem Jusikiem, Kazimierzem Chudzińskim i Wojciechem Błasińskim z Biura Projektów Komunikacyjnych oraz po konsultacjach z prof. Witoldem Wołowickim. Zgodnie z wymogami przetargu na nową przeprawę, most zachował charakterystyczny kształt wtopiony przez dziesięciolecia w pejzaż miasta, a koszt inwestycji sfinansowanej w całości z budżetu miasta wyniósł 48 mln zł. Uroczyste otwarcie nowego mostu nastąpiło 29 czerwca 2004.
Zdemontowane, ważące około 400 ton, przęsło z początku XX wieku początkowo zamierzano sprzedać innej miejscowości, aby mogła je wykorzystać przy budowie innej przeprawy, jednak nie było na nie chętnych. Ostatecznie postanowiono je wykorzystać przy odbudowie poznańskiego Mostu Cybińskiego. Po otwarciu przeprawy patronem mostu został Biskup Jordan.
Niepisaną i niebezpieczną tradycją studentów pobliskiej Politechniki Poznańskiej jest wędrowanie po łukowych przęsłach mostu, w przypadku zdanych ważnych egzaminów. W wyniku próby takiego przejścia śmierć poniosła w 2016 irlandzka wioślarka Ailish Sheehan, zdobywczyni brązowego medalu na Akademickich Mistrzostwach Świata w Wioślarstwie w Poznaniu w 2016.

## Komunikacja
Most stanowi fragment dwutorowej trasy tramwajowej łączącej centrum miasta z osiedlami na Ratajach. Z przeprawy korzystają linie tramwajowe i autobusowe na zlecenie Zarządu Transportu Miejskiego:

### Linie tramwajowe
- dzienne[10]

 3 Błażeja ↔ Unii Lubelskiej
 5 Górczyn ↔ Zawady
 13 Junikowo ↔ Starołęka
 16 Franowo ↔ Osiedle Sobieskiego
- nocne[10]

 201 Osiedle Sobieskiego ↔ Unii Lubelskiej (nie kursuje w nocy z poniedziałku na wtorek)
 202 Franowo ↔ Osiedle Sobieskiego (kursuje w nocy z piątku na sobotę i z soboty na niedzielę)

### Linie autobusowe
- nocne[10]

 211 Garbary ↔ Sypniewo
 220 Garbary ↔ Krzesiny
 221 Garbary ↔ Starołęka

## Wymiary
- długość całkowita: 232,90 m
- szerokość części nurtowej: 27,63 m
- szerokość części zalewowej: 25,02 m
- szerokość torowiska: 7,30 m
- szerokość jezdni: 2 × 3,50 m
- szerokość drogi rowerowej: 2 × 1,50 m
- szerokość chodnika: 2,50 m